# Olympische Winterspiele 1998/Teilnehmer (China)
| Gelbes Symbol für Goldmedaillen mit stilisierten Olympischen Ringen | Graues Symbol für Silbermedaillen mit stilisierten Olympischen Ringen | Braundes Symbol für Bronzemedaillen mit stilisierten Olympischen Ringen |
| ------------------------------------------------------------------- | --------------------------------------------------------------------- | ----------------------------------------------------------------------- |
| —                                                                   | 6                                                                     | 2                                                                       |

Die Volksrepublik China nahm an den Olympischen Winterspielen 1998 im japanischen Nagano mit einer Delegation von 57 Athleten in sieben Disziplinen teil, davon 15 Männer und 42 Frauen. Mit sechs Silber- und zwei Bronzemedaillen platzierte sich China auf Rang 16 im Medaillenspiegel. Sechs der acht Medaillen gewann China im Shorttrack.
Fahnenträger bei der Eröffnungsfeier war der Eiskunstläufer Zhao Hongbo.

## Teilnehmer nach Sportarten

### Biathlon
| Athleten                                    | Wettbewerbe        | Zeit        | Fehler           | Rang |
| ------------------------------------------- | ------------------ | ----------- | ---------------- | ---- |
| Frauen                                      |                    |             |                  |      |
| Sun Ribo                                    | 7,5 km Sprint      | 25:29,0 min | 3                | 39   |
| Sun Ribo                                    | 15 km Einzel       | 58:19,2 min | 6                | 21   |
| Yu Shumei                                   | 7,5 km Sprint      | 23:44,0 min | 0                | 5    |
| Yu Shumei                                   | 15 km Einzel       | 56:41,3 min | 2                | 9    |
| Yu Shumei Sun Ribo Liu Jinfeng Liu Xianying | 4 × 7,5 km Staffel | 1:43:32,6 h | 1 + 10 Nachlader | 7    |

### Eishockey
| Wettbewerb       | Frauen |
| ---------------- | --- |
| Spieler          | Chen Jing Dang Hong Diao Ying Gong Ming Guo Hong Guo Lili Guo Wei Huo Lina Li Xuan Liu Chunhua Liu Hongmei Lu Yan Ma Jinping Ma Xiaojun Sang Hong Wang Wei Xu Lei Yang Xiuqing Zhang Jing Zhang Lan |
| Trainer          | Zhu Chengyi |
| Vorrunde         | Vereinigte Staaten 0:5 (0:2, 0:1, 0:2) Kanada 0:2 (0:0, 0:2, 0:0) Japan 6:1 (0:0, 3:9, 3:1) Schweden 3:1 (0:0, 0:1, 3:0) Finnland 1:6 (0:2, 1:2, 0:2)                                               |
| Spiel um Platz 3 | Finnland 1:4 (1:0, 0:3, 0:1) |
| Platzierung      | 4. |

### Eiskunstlauf
| Athleten             | Wettbewerbe | Kurzprogramm | Kür/Kürtanz | Gesamt    | Gesamt |
| Athleten             | Wettbewerbe | Rang         | Rang        | Bewertung | Rang   |
| -------------------- | ----------- | ------------ | ----------- | --------- | ------ |
| Männer               |             |              |             |           |        |
| Guo Zhengxin         | Einzel      | 10           | 9           | 14,0      | 8      |
| Frauen               |             |              |             |           |        |
| Chen Lu              | Einzel      | 4            | 3           | 5,0       | Bronze |
| Mixed                |             |              |             |           |        |
| Shen Xue Zhao Hongbo | Paarlauf    | 8            | 5           | 9,0       | 5      |

### Eisschnelllauf
| Athleten      | Wettbewerbe | Lauf 1      | Lauf 1 | Lauf 2  | Lauf 2 | Gesamt      | Gesamt |
| Athleten      | Wettbewerbe | Zeit        | Rang   | Zeit    | Rang   | Zeit        | Rang   |
| ------------- | ----------- | ----------- | ------ | ------- | ------ | ----------- | ------ |
| Frauen        |             |             |        |         |        |             |        |
| Jin Hua       | 500 m       | 1:04,07 min | 37     | 40,32 s | 25     | 1:44,39 min | 36     |
| Li Xuesong    | 1000 m      | –           | –      | –       | –      | 1:21,54 min | 26     |
| Li Xuesong    | 1500 m      | –           | –      | –       | –      | 2:08,05 min | 31     |
| Song Li       | 1500 m      | –           | –      | –       | –      | 2:05,98 min | 28     |
| Song Li       | 3000 m      | –           | –      | –       | –      | 4:28,99 min | 26     |
| Wang Manli    | 500 m       | 40,01 s     | 22     | 40,06 s | 22     | 1:20,07 min | 22     |
| Wang Manli    | 1000 m      | –           | –      | –       | –      | 1:22,13 min | 31     |
| Xue Ruihong   | 500 m       | 39,49 s     | 13     | 39,53 s | 13     | 1:19,02 min | 14     |
| Xue Ruihong   | 1000 m      | –           | –      | –       | –      | 1:21,84 min | 28     |
| Yang Chunyuan | 500 m       | 39,92 s     | 19     | 40,24 s | 24     | 1:20,16 min | 23     |
| Yang Chunyuan | 1000 m      | –           | –      | –       | –      | 1:22,20 min | 32     |
| Männer        |             |             |        |         |        |             |        |
| Dai Dengwen   | 500 m       | 37,03 s     | 33     | 36,95 s | 32     | 1:13,98 min | 31     |
| Dai Dengwen   | 1000 m      | –           | –      | –       | –      | 1:14,20 min | 36     |
| Feng Qingbo   | 1500 m      | –           | –      | –       | –      | 1:56,45 min | 43     |
| Li Yu         | 500 m       | 36,79 s     | 27     | 36,79 s | 26     | 1:13,58 min | 27     |
| Li Yu         | 1000 m      | –           | –      | –       | –      | 1:14,50 min | 38     |
| Liu Hongbo    | 500 m       | 36,77 s     | 25     | 36,95 s | 32     | 1:13,72 min | 28     |
| Liu Hongbo    | 1000 m      | –           | –      | –       | –      | 1:15,06 min | 40     |
| Wan Chunbo    | 1500 m      | –           | –      | –       | –      | 1:54,64 min | 36     |
| Wu Fenglong   | 1000 m      | –           | –      | –       | –      | DNF         | DNF    |

### Freestyle-Skiing
| Athleten   | Wettbewerbe | Qualifikation | Qualifikation | Finale             | Finale             |
| Athleten   | Wettbewerbe | Punkte        | Rang          | Punkte             | Rang               |
| ---------- | ----------- | ------------- | ------------- | ------------------ | ------------------ |
| Frauen     |             |               |               |                    |                    |
| Guo Dandan | Springen    | 163,95        | 8             | 159,74             | 7                  |
| Ji Xiaoou  | Springen    | 167,42        | 6             | DNS                | 12                 |
| Xu Nannan  | Springen    | 182,01        | 1             | 186,97             | Silber             |
| Yin Hong   | Springen    | 90,73         | 24            | Nicht qualifiziert | Nicht qualifiziert |
| Männer     |             |               |               |                    |                    |
| Ou Xiaotao | Springen    | 183,84        | 17            | Nicht qualifiziert | Nicht qualifiziert |

### Shorttrack
| Athleten                                           | Wettbewerbe    | Vorlauf      | Vorlauf | Viertelfinale | Viertelfinale | Halbfinale    | Halbfinale    | Finale        | Finale        | Rang          |
| Athleten                                           | Wettbewerbe    | Zeit         | Rang    | Zeit          | Rang          | Zeit          | Rang          | Zeit          | Rang          | Rang          |
| -------------------------------------------------- | -------------- | ------------ | ------- | ------------- | ------------- | ------------- | ------------- | ------------- | ------------- | ------------- |
| Frauen                                             |                |              |         |               |               |               |               |               |               |               |
| Wang Chunlu                                        | 500 m          | 45,655 s     | 1       | 46,091 s      | 1             | 45,655 s      | 2             | DNF           | DNF           | 8             |
| Wang Chunlu                                        | 1000 m         | DQ           | DQ      | ausgeschieden | ausgeschieden | ausgeschieden | ausgeschieden | ausgeschieden | ausgeschieden | ausgeschieden |
| Yang Yang (A)                                      | 500 m          | 46,815 s     | 1       | DQ            | DQ            | ausgeschieden | ausgeschieden | ausgeschieden | ausgeschieden | 15            |
| Yang Yang (A)                                      | 1000 m         | 1:37,062 min | 1       | 1:31,991 min  | 1             | 1:34,688 min  | 1             | DQ            | DQ            | 8             |
| Yang Yang (S)                                      | 500 m          | 46,136 s     | 1       | 46,578 s      | 2             | 45,101 s      | 2             | 46,627 s      | 2             | Silber        |
| Yang Yang (S)                                      | 1000 m         | 1:35,244 min | 1       | 1:37,252 min  | 2             | 1:35,721 min  | 2             | 1:43,343 min  | 2             | Silber        |
| Sun Dandan Wang Chunlu Yang Yang (A) Yang Yang (S) | 3000 m Staffel | –            | –       | –             | –             | 4:22,342 min  | 2             | 4:16,383 min  | 2             | Silber        |
| Männer                                             |                |              |         |               |               |               |               |               |               |               |
| An Yulong                                          | 500 m          | 43,748 s     | 1       | 43,384 s      | 1             | 43,796 s      | 2             | 43,022 s      | 2             | Silber        |
| An Yulong                                          | 1000 m         | 1:32,731 min | 2       | 1:29,784 min  | 3             | ausgeschieden | ausgeschieden | ausgeschieden | ausgeschieden | 14            |
| Feng Kai                                           | 500 m          | 44,817 s     | 2       | 44,384 s      | 3             | ausgeschieden | ausgeschieden | ausgeschieden | ausgeschieden | 14            |
| Feng Kai                                           | 1000 m         | 1:31,724 min | 3       | ausgeschieden | ausgeschieden | ausgeschieden | ausgeschieden | ausgeschieden | ausgeschieden | 18            |
| Li Jiajun                                          | 500 m          | 43,831 s     | 1       | 42,861 s      | 1             | DQ            | DQ            | ausgeschieden | ausgeschieden | 9             |
| Li Jiajun                                          | 1000 m         | 1:34,023 min | 2       | 1:34,510 min  | 1             | 1:32,183 min  | 2             | 1:32,428 min  | 2             | Silber        |
| An Yulong Feng Kai Li Jiajun Yuan Ye               | 5000 m Staffel | –            | –       | –             | –             | 7:05,797 min  | 2             | 7:11,559 min  | 3             | Bronze        |

### Skilanglauf
| Athleten       | Wettbewerbe               | Zeit        | Rang |
| -------------- | ------------------------- | ----------- | ---- |
| Frauen         |                           |             |      |
| Guo Dongling   | 5 km Klassisch            | 20:58,0 min | 72   |
| Guo Dongling   | 10 km Freistil Verfolgung | 54:35,2 min | 65   |
| Guo Dongling   | 15 km Klassisch           | 54:50,6 min | 55   |
| Luan Zhengrong | 5 km Klassisch            | 20:30,0 min | 68   |
| Luan Zhengrong | 10 km Freistil Verfolgung | 53:24,3 min | 62   |
| Luan Zhengrong | 15 km Klassisch           | 53:48,4 min | 51   |
| Männer         |                           |             |      |
| Qu Donghai     | 10 km Klassisch           | DNF         | DNF  |
| Qu Donghai     | 50 km Freistil            | 2:16:42,3 h | 29   |
| Wu Jintao      | 10 km Klassisch           | 32:57,7 min | 81   |
| Wu Jintao      | 15 km Freistil Verfolgung | 1:19:52,8 h | 68   |
| Wu Jintao      | 30 km Klassisch           | DNF         | DNF  |